# 米哈伊利夫卡 (喬爾特基夫區)
48°36′23″N 26°15′27″E / 48.60639°N 26.25750°E
米哈伊利夫卡（烏克蘭語：Михайлівка）是位於烏克蘭西部的村莊，由捷爾諾波爾州喬爾特基夫區的梅利尼察-波迪利斯卡市镇負責管轄。該村處於茲維納河右岸，距離烏羅扎伊內3公里，面積1.64平方公里，海拔高度247米，2001年人口581。